# Chuaku
Chuaku est un village du Cameroun situé dans l’arrondissement de Belo, dans le département de Boyo et dans la Région du Nord-Ouest.

## Population
Lors du recensement de 2005, on a dénombré 636 habitants à Chuaku, dont 272 hommes et 364 femmes.